# Tuscany Suites and Casino
Tuscany Suites and Casino – hotel i kasyno w Paradise, w amerykańskim stanie Nevada. Stanowi własność firmy deweloperskiej CMH Real Estate Development.
W skład Tuscany wchodzi hotel oferujący wyłącznie apartamenty (1000), kasyno o powierzchni 5.600 m², cztery restauracje, centrum fitnessu oraz spa.

## Historia
Tuscany był pierwszą kasynową inwestycją CMH Real Estate Development, która zarządzała wówczas trzema kompleksami apartamentowymi na obszarze Las Vegas. 
Otwarcie obiektu miało według pierwotnych planów nastąpić w 2001 roku, jednak ostatecznie miało miejsce w roku 2002. 
Za menedżering kasyna Tuscany odpowiada Ellis Island Casino & Brewery.